# United States Air Forces in Europe

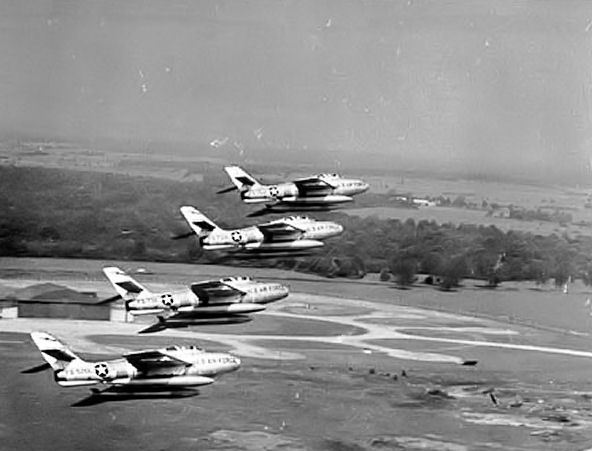
F-84F au-dessus de la France en 1962

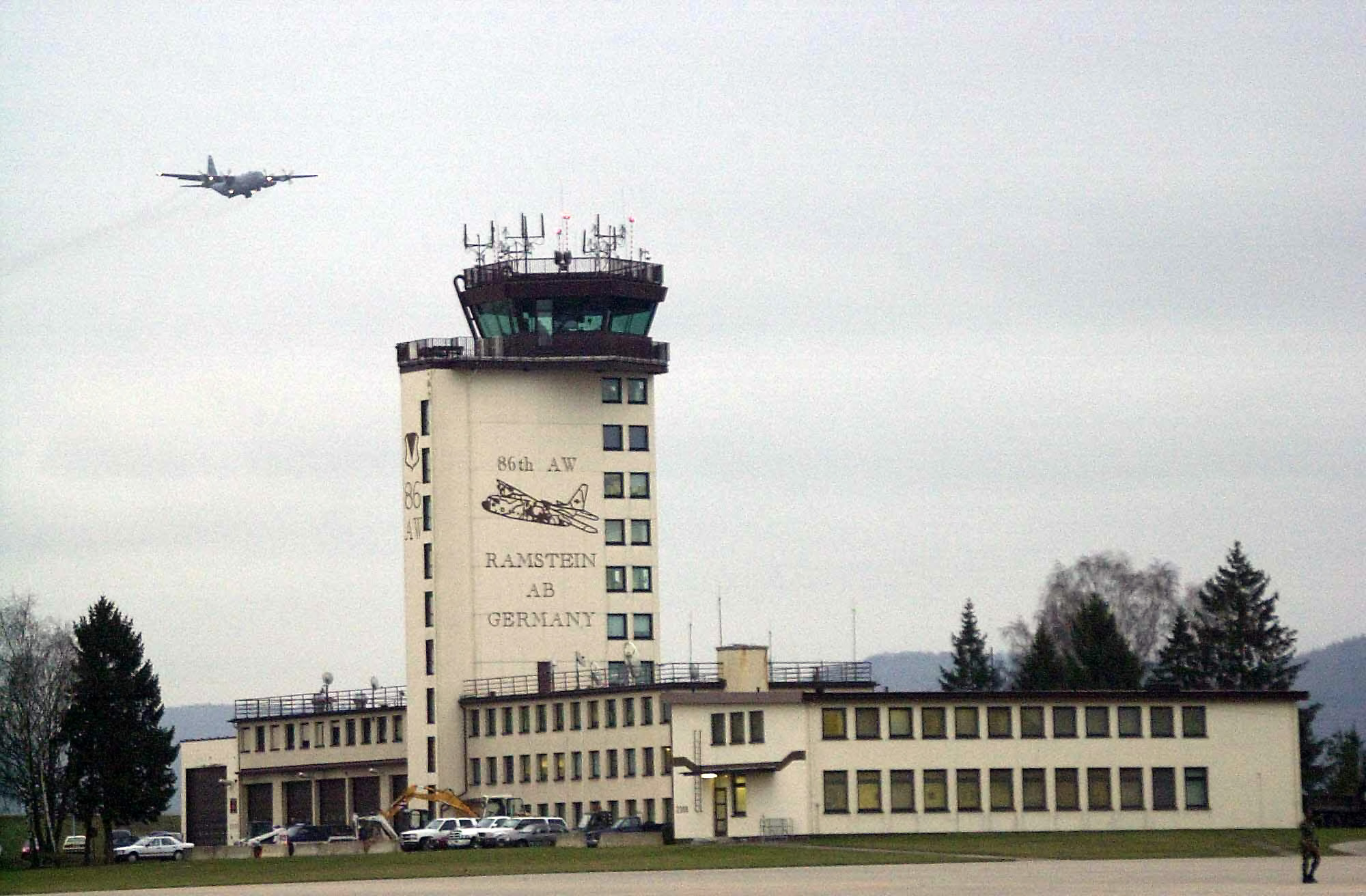
Tour de contrôle de Ramstein Air Base

L'United States Air Forces in Europe (USAFE) est le commandement de l'USAF basé en Europe depuis la fin de la Seconde Guerre mondiale.
Son quartier général se situe depuis 1973 sur Ramstein Air Base, en Allemagne.
Il dépend du commandement des forces des États-Unis en Europe.

## Historique
L'United States Air Forces in Europe, qui avait son quartier-général sur la base de Wiesbaden (Allemagne) depuis 1945, avait dans les années 1950 quatre escadres déployées au Royaume-Uni, trois en Allemagne de l'Ouest et sept en France, soit 18 000 personnes et 800 avions de tous types.
De 1952 à 1967, ces unités s'activent à partir de terrains situés en France.
Les premières armes nucléaires de l'USAFE sont déployées à partir de septembre 1954 sur des bases britanniques.
On comptait au début des années 2000 environ 400 bombes B-61 en Allemagne (à Büchel), en Belgique (à Kleine-Brogel), en Italie (à Aviano et à Ghedi-Torre), aux Pays-Bas (à Volkel), en Turquie (à İncirlik) et en Grande-Bretagne. En 2010, 150 à 200 armes nucléaires non stratégiques américaines restent basées en Europe dans cinq pays, l’Allemagne, la Belgique, l’Italie, les Pays-Bas et la Turquie, après le retrait de ses armes de Grèce en 2001 et du Royaume-Uni à partir de 2004. Les principales raisons du maintien des armes en Europe une fois la Guerre froide terminée avaient été le souci de ne pas compromettre la cohésion et la solidarité entre Alliés et le besoin de maintenir une garantie nucléaire résiduelle.
Le nombre d'avions de combat en service est en baisse constante depuis la fin de la guerre froide. Il était de 209 au 1er janvier 2010 et de 158 au 1er janvier 2015.

## Bases aériennes de l'OTAN en France
Les 12 bases aériennes françaises sont alors :
- Bordeaux-Mérignac Air Base, première base confiée à l'USAFE en octobre 1950[6]
- Châteauroux-Déols
- Chambley-Bussières
- Laon-Couvron
- Toul-Rosières, actuelle Base aérienne 136 Toul-Rosières
- Chaumont-Semoutiers
- Dreux-Louvilliers
- Evreux-Fauville, actuelle BA 105
- Étain-Rouvres Air Base
- Damblain Air Base
- Paris-Orly Air Base
- Phalsbourg-Bourscheid Air Base

Ouvertes à partir de 1952, elles sont toutes fermées en 1967, à la suite de la décision du gouvernement français de se retirer du commandement intégré de l'OTAN. En octobre 1958, le gouvernement français demande aux américains (au général Lauris Norstad) si leurs appareils comportent, ou non, des bombes atomiques, sans réponse.
D'autres terrains sont utilisés en desserrement, notamment :
- Châlons-Vatry
- Lunéville-Chenevières
- Vouziers-Séchault
- Vitry-Brienne

## Organisation en 2006
L'USAFE comporte en 2006 cinq bases aériennes principales et plus de 80 sites secondaires.

### Unités principales
- au Royaume-Uni
  - 48th Fighter Wing à RAF Lakenheath
    - 492nd Fighter Squadron sur F-15E
    - 493rd Fighter Squadron sur F-15C/D
    - 494th Fighter Squadron sur F-15E

  - 100th Air Refueling Wing à RAF Mildenhall
    - 351st Air Refueling Squadron sur KC-135
    - 352nd Special Operations Group (de l'Air Force Special Operations Command)
      - 7th Special Operations Squadron
      - 21st Special Operations Squadron
      - 67th Special Operations Squadron
- en Italie
  - 31st Fighter Wing à Aviano Air Base
    - 510th Fighter Squadron sur F-16C/D
    - 555th Fighter Squadron sur F-16C/D
- en Allemagne
  - 52nd Fighter Wing à Spangdahlem Air Base (dissout le 13 août 2010)
    - 22nd Fighter Squadron sur F-16C/D (dissout le 13 août 2010)
    - 23rd Fighter Squadron sur F-16C/D
    - 81st Fighter Squadron sur A-10A/OA-10A

  - 86th Airlift Wing à Ramstein Air Base
    - 37th Airlift Squadron sur C-130E
    - 76th Airlift Squadron sur C-20H et C-21A

### Unités secondaires et de soutien
- en Allemagne
  - C-21A détaché auprès du quartier général USEUCOM sur l'aéroport de Stuttgart-Echterdingen
- en Belgique
  - 309th Airlift Squadron sur C-37A à Chièvres Air Base
- en Bosnie-Herzégovine
  - Détachement du 401st Air Expeditionary Group à Tuzla Air Base (fermée en 2007)
- à Chypre
  - déploiements de U-2S du 9th Reconnaissance Squadron à RAF Akrotiri
- en Espagne
  - 712th Air Base Group à Moron Air Base
  - Base navale de Rota, dans la baie de Cadix à 100 km du détroit de Gibraltar
- en Hongrie
  - Taszár Air Base
- en Italie
  - San Vito Air Station
- en Norvège
  - 426th Air Base Squadron à Sola Sea Air Station
  - Détachement du 426th ABS à Stavanger Air Station
- au Portugal
  - 65th Air Base Wing à Lajes Air Station
- en Turquie
  - 39th Air Base Wing à Incirlik Air Base
  - Izmir Air Base
  - Ankara Air Station
- au Royaume-Uni
  - 501st Combat Support Wing à RAF Mildenhall
    - 423rd Air Base Group à RAF Alconbury
    - 422nd Air Base Group à RAF Croughton
    - 420th Air Base Group à RAF Fairford
    - 422nd Air Base Group à RAF Molesworth
    - 422nd Air Base Group à RAF Upwood
    - 424th Air Base Squadron à RAF Welford
    - RAF Menwith Hill

### Dépôts de munitions
Cinq dépôts de munitions maintenus par des Munitions Support Squadrons (MUNSS) sont répartis à travers l'Europe en 2000. Ils sont chargés de maintenir la garde et le contrôle des armes nucléaires des États-Unis attribués en partage nucléaire à l'Organisation du Traité de l'Atlantique :
- Araxos Air Base en Grèce (fermée en 2001)
- Ghedi Air Base en Italie
- Base aérienne de Büchel en Allemagne
- Volkel Air Base aux Pays-Bas
- Base aérienne de Kleine-Brogel en Belgique

### Réorganisation annoncée en 2015
Le 9 janvier 2015, on annonce une réorganisation d'ici 2021 avec la fermeture de RAF Mildenhall, de RAF Alconbury et RAF Molesworth et 14 autres installations et des diminutions d'effectifs à Lajes Field. Les unités de ses bases seront dirigés RAF Lakenheath, Ramstein Air Base, Spangdahlem Air Base et RAF Croughton,.
Ouverture de la Base aérienne 201 Niger en 2019.